# ماركو فيتالي
ماركو فيتالي (بالإيطالية: Marco Vitali)‏ هو دراج إيطالي، ولد في 18 يونيو 1960 في فانو في إيطاليا.

## وصلات خارجية
- ماركو فيتالي على موقع أرشيف الدراجات (الإنجليزية)
- ماركو فيتالي على موقع إحصائيات الدراجات الإحترافية (الإنجليزية)
- ماركو فيتالي على موقع CycleBase (الإنجليزية)